# Tôma Nguyễn Thái Thành
Tôma Nguyễn Thái Thành (sinh 1953) là một giám mục người Mỹ gốc Việt. Ông được Giáo hoàng Phanxicô bổ nhiệm làm giám mục phụ tá Giáo phận Orange, Hoa Kỳ vào ngày 6 tháng 10 năm 2017. Khẩu hiệu giám mục của ông là: Ngài dẫn dắt tôi - He leads me, lấy ý từ Thánh vịnh 23, câu 2.
Giám mục Tôma Thành sinh năm 1953 tại Nha Trang, sau đó đi theo con đường tu trì, từng học tại Đại Chủng viện Thánh Giuse và Giáo hoàng Học viện Thánh Piô X Đà Lạt. Năm 1979, ông cùng gia đình rời khỏi Việt Nam, tị nạn qua con đường Philippines và đến Hoa Kỳ năm 1980. Ông nhanh chóng trở thành giáo viên Toán học và Khoa học năm 1981 và ba năm sau đó gia nhập Dòng Thừa Sai Đức Mẹ "La Salette". Ông chính thức vào dòng năm 1990.
Tháng 5 năm 1991, Tôma Nguyễn Thái Thành được truyền chức linh mục. Sau vài nhiệm sở ngắn, năm 1999, ông trở thành linh mục của giáo phận Saint Augustine [Thánh Augustinô]. Ông đảm nhận vị trí linh mục phó rồi chánh xứ Giáo xứ Thánh Giuse ở Jacksonville, giáo xứ lớn nhất của giáo phận.
Ngày 6 tháng 10 năm 2017, linh mục Nguyễn Thái Thành được Giáo hoàng Phanxicô bổ nhiệm làm Giám mục Phụ tá Giáo phận Orange, Hoa Kỳ. Lễ tấn phong cử hành sau đó vào ngày 19 tháng 12 năm 2017.

## Thân thế và tu tập
Giám mục Tôma Nguyễn Thái Thành sinh ngày 7 tháng 4 năm 1953 tại Nha Trang, Việt Nam trong một gia đình có 11 người con, ông là người con thứ 2 trong gia đình. Bắt đầu con đường tu học của mình năm 13 tuổi, ông gia nhập dòng Thánh Giuse, thực hiện việc tìm hiểu và học tập về triết học tại Đại Chủng viện Thánh Giuse và Giáo hoàng Học viện Thánh Piô X Đà Lạt.
Cựu chủng sinh Nguyễn Thái Thành cùng gia đình rời khỏi Việt Nam năm 1979 trên một chiếc thuyền nhỏ có chiều rộng khoảng 1,8 mét và dài 8,5 mét, đủ chỗ cho 26 người. Họ mất 18 ngày để đến Philippines. Sau đó, gia đình ông sống ở trại tị nạn 10 tháng trước khi được chuyển đến Mỹ năm 1980, định cư tại Hartford, Connecticut.
Sau khi học tại Hartford State Technical College, Nguyễn Thái Thành là trở thành giáo viên Toán học và Khoa học tại Hartford Public Schools (1981 – 1984). Năm 1984 ông vào Dòng Thừa Sai Đức Mẹ "La Salette" và hoàn thành nghiên cứu của giáo hội của mình tại "Merrimack College" (1984 – 1986) và "Trường Thần học Weston" (1987 – 1990) ở Massachusetts. Ông sau đó thực hiện nghi thức tuyên thệ khấn dòng vào ngày 19 tháng 9 năm 1990.

## Thời kỳ linh mục
Phó tế Tôma Nguyễn Thái Thành sau khi hội đủ các điều kiện theo Giáo luật, đã được thụ phong linh mục ngày 11 tháng 5 năm 1991 cho Dòng Thừa sai của Đức Mẹ La Salette. Sau khi chịu chức, ông là linh mục phó xứ Giáo xứ Thánh Tôma Tông Đồ tại Smyrna, Georgia (1991 – 1994), Giáo xứ Thánh Ann ở Marietta, Georgia (1994 – 1996) và "Giáo xứ Chúa Kitô Vua" Jacksonville, Florida (1996-1999).
Năm 1999, ông trở thành linh mục của giáo phận Saint Augustine [Thánh Augustinô]. Là một linh mục giáo phận, ông vẫn tiếp tục là linh mục phó của Giáo xứ Chúa Kitô Vua ở Jacksonville (1999 – 2001). Sau đó, ông trở thành linh mục chính xứ giáo xứ này (2001 – 2014) và của Giáo xứ Thánh Giuse ở Jacksonville (từ năm 2014), giáo xứ lớn nhất của giáo phận. Ông cũng là thành viên của Trường Cao đẳng Tư vấn và của Hội đồng Linh mục Giáo phận.

## Thời kỳ giám mục
Ngày 27 tháng 9 năm 2017, Sứ thần Tòa Thánh tại Hoa Kỳ, Tổng giám mục Christophe Pierre gọi điện đến linh mục Nguyễn Thái Thành để loan tin Tòa Thánh đã chọn ông làm Giám mục phụ tá Giáo phận Orange. Sau khi xin 30 phút suy nghĩ sau khi nhận tin và chấp nhận việc bổ nhiệm. Giám mục Thành cho biết ông bàng hoàng và chao đảo trước thông tin bổ nhiệm khi được Sứ thần báo tin. Vài ngày sau khi chấp nhận tin bổ nhiệm, giám mục chính tòa Giáo phận Orange Kevin Vann gọi đến cho vị tân chức và hỗ trợ ông làm các giấy tờ cần thiết.
Ngày 6 tháng 10 năm 2017, Tôma Nguyễn Thái Thành được Giáo hoàng Phanxicô bổ nhiệm làm Giám mục Phụ tá Giáo phận Orange, Hoa Kỳ. Những cảm xúc đầu tiên, ông cho biết: "Tôi cảm ơn Chúa vì món quà về chức vị tư tế. Tôi yêu cuộc sống và nhiệm vụ của giáo hội. Tôi đã tìm thấy cả hai thách thức và lợi ích, "thêm rằng đó là" một trách nhiệm tuyệt vời để trở thành Chúa Kitô-giống như với những người được ủy thác cho tôi như là người lãnh đạo tinh thần của họ." Trong cùng ngày, Walter Erbi, Tham mưu của Tòa Khâm sứ ở Hoa Kỳ tại Washington, D.C, công bố; và ngày 6 tháng 10 tại Tòa Giám mục giáo phận Orange cũng cuộc họp báo để công bố tin này. Giám mục Giáo phận St Augustine Felipe Estévez cho biết ông đã biết được việc bổ nhiệm linh mục Thành làm Giám mục vào ngày 27 tháng 9.
Lễ tấn phong cho vị tân giám mục được cử hành sau đó vào ngày 19 tháng 12 cùng năm, với phần nghi thức truyền chức chính yếu được cử hành bởi Chủ phong là Giám mục Kevin Vann, Giám mục chính tòa Giáo phận Orange và hai giám mục khác phụ phong, gồm Giám mục Felipe De Jesus Estevez, Giám mục chính tòa Giáo phận St Augustine, bang Florida và Giám mục Robert J. Baker, Giám mục chính tòa Giáo phận Birmingham. Ngoài ba vị truyền chức chính yếu, thánh lễ tấn phong tân giám mục còn có sự hiện diện của Hồng y Roger M. Mahony và Hồng y William Joseph Levada, cùng với hơn 40 Giám mục, Viện phụ, Giám tỉnh, Bề Trên một số dòng tu, hơn 160 linh mục Mỹ, Mexico và Việt Nam cùng 3 Phó Tế, thành phần tham dự còn có nhiều giáo dân Việt Nam từ khắp nơi tại Hoa Kỳ. Trong lễ tấn phong Giám mục, Tổng giám mục Christophe Pierre giải thích rằng cố Giám mục Đa Minh Mai Thanh Lương đã được chọn là Giám mục Phụ phong cho Lễ Truyền chức Giám mục trước khi ông qua đời đầu tháng đó và được thay thế bởi Giám mục Baker.
Vào ngày 1 tháng 7 năm 2020, Giám mục Kevin Vann bổ nhiệm Giám mục Tôma làm quản xứ Đức Mẹ Fatima ở San Clemente, CA do tình hình của linh mục cựu chánh xứ, Jim Ries, phải nghỉ hưu vì bệnh. Giám mục Thành sau đã giữ trách nhiệm này cho đến năm 2022 cùng tháng; sau khi giáo xứ này được bổ nhiệm các tân linh mục chánh và phó xứ. Hiện nay, Giám mục Thành đang ở Giáo xứ Thánh Nicôla (Laguna  Woods, CA) cũng là xứ của Cộng Đoàn Đức Mẹ Hằng Cứu Giúp; một công đoàn Việt Nam được thành lập sau năm 1975.

## Nhận xét
Giám mục Felipe de Jesus Estévez của Giáo phận Thánh Augustinô nói: "Cha Nguyễn không chỉ đẩy mạnh sự hiệp nhất trong giáo xứ mà còn thúc đẩy ơn gọi linh mục và đời sống tôn giáo hơn bất cứ giáo xứ nào trong giáo phận.

## Tông truyền
Giám mục Tôma Nguyễn Thái Thành được tấn phong giám mục năm 2017, thời Giáo hoàng Phanxicô, bởi:
- Giám mục Chủ phong: Giám mục Kevin William Vann, giám mục chính tòa giáo phận Orange, California.
- Hai giám mục phụ phong: Giám mục Felipe de Jesús Estévez, giám mục chính tòa Giáo phận Saint Augustine, Florida và Giám mục Robert Joseph Baker, giám mục chính tòa Giáo phận Birmingham, Alabama.